# Daniel Camargo Barbosa
Pour l’article homonyme, voir Barbosa.
Daniel Camargo Barbosa né le 22 janvier 1930 en Colombie et mort le 13 novembre 1994 en Équateur, était un tueur en série psychopathe colombien. On estime qu'il a violé et tué plus de 150 jeunes filles en Colombie et en Équateur entre 1974 et 1986.

## Enfance
La mère de Camargo meurt quand il a deux ans ; son père était autoritaire et émotionnellement distant ne pensant qu'à son travail. Il est élevé par une belle-mère abusive et punitive, qui l'habille parfois en fille, le ridiculisant devant les autres enfants.

## Crimes et emprisonnement en Colombie
Camargo a d'abord été arrêté à Bogota le 24 mai 1958 pour vol simple.
Camargo partage une vie conjugale de fait avec une femme nommée Alcira, avec laquelle il a deux enfants. Il tombe alors amoureux d'une autre femme, Esperanza, 28 ans[Quand ?], avec laquelle il planifie un mariage officiel, jusqu'à ce qu'il découvre qu'elle n'est plus vierge. Ce point devient une obsession viscérale pour Camargo ; Esperanza et lui trouvent alors un accord : il reste avec elle si elle l'aide à trouver des filles vierges pour satisfaire ses pulsions sexuelles. C'est là que commence leur association criminelle : Esperanza sert d’appât aux jeunes filles qu'elle attire dans un appartement, puis les drogue avec des pilules de sodium, afin que Camargo puisse les violer. Camargo commet cinq viols ainsi, mais ne tue aucune de ses victimes. La cinquième signale le crime, et Camargo et Esperanza sont arrêtés et incarcérés dans des prisons séparées. Camargo est reconnu coupable d'agression sexuelle en Colombie le 10 avril 1964. Condamné dans un premier temps à trois ans de prison, une peine particulièrement clémente, il est finalement rejugé et condamné à huit ans d'emprisonnement, peine qu'il purge au complet.
En 1973, il est arrêté au Brésil pour défaut de papiers. En raison d'un retard dans l'envoi du dossier criminel de Camargo de Colombie, il est extradé mais libéré sous sa fausse identité. De retour en Colombie, il trouve à Barranquilla un emploi de vendeur de rue pour écrans de télévision. Un jour, en passant par une école, il enlève et viole une fillette de neuf ans ; il la tue ensuite afin qu'elle ne puisse pas informer la police comme sa victime précédente. Il est arrêté le 3 mai 1974, alors qu'il revient sur la scène du crime pour récupérer les écrans de télévision qu'il avait oublié à côté de la victime.
Même si on croit qu'il a violé et tué plus de 80 filles en Colombie, il n'est finalement reconnu coupable que d'avoir violé et tué cette fillette de neuf ans. D'abord été condamné à 30 ans de prison, il voit sa peine réduite à 25 ans. Il est interné dans la prison de l'Île Gorgona, en Colombie le 24 décembre 1977.

## Départ vers l'Équateur
En novembre 1984, Camargo s'échappe de Gorgona dans un bateau de fortune, après avoir étudié soigneusement les courants océaniques. Les autorités supposent alors qu'il est mort en mer ; la presse annonce même qu'il a été mangé par les requins. Il arrive finalement à Quito, capitale administrative de l'Équateur. Il voyage ensuite en bus à destination de Guayaquil, la capitale économique, vers le 6 décembre 1984. Le 18 décembre, il enlève une fillette de neuf ans, originaire de la ville de Quevedo, dans la province de Los Ríos. Le lendemain, une fillette de 10 ans disparaît également.
De 1984 à 1986, Camargo a commet une série d'au moins 54 viols et de meurtres à Guayaquil. La police croit d'abord que tous les décès sont l'œuvre d'un gang, ne comprenant pas qu'un homme ait pu tuer autant. Camargo dort alors dans la rue et vit de l'argent qu'il gagne en revendant des stylos à bille aux passants. Occasionnellement, il arrondit ses revenus en vendant des vêtements ou de petits objets de valeur ayant appartenu à ses victimes.

### Mode opératoire
Camargo sélectionne des jeunes filles sans défense, issues des classes populaires, et en quête de travail ; pour les approcher, il fait semblant d'être un étranger ayant besoin de trouver un pasteur protestant dans une église à la périphérie de la ville. Il leur explique qu'il doit livrer une grosse somme d'argent, qu'il leur montre comme preuve, puis il leur offre une récompense si elles l'accompagnent et lui montrent le chemin. Pour les convaincre, il fait également allusion à la possibilité de trouver un emploi en usine. Personne ne se méfie d'un homme âgé accompagné d'une jeune fille, ou d'une jeune femme, qui aurait pu être sa petite-fille. Camargo passe alors par les bois, prétendant être à la recherche d'un raccourci afin d'éviter les soupçons de ses victimes. Si les filles se méfient et s'esquivent, il ne les empêche pas de partir.
Camargo viole ses victimes avant de les étrangler, parfois en les poignardant quand elles résistent. Après leur mort, il les dépouille de leurs affaires, puis lacère et écrase les corps à la machette, les démembrant. Il laisse les corps dans la forêt pour qu'ils soient ensuite ramassés par les éboueurs.

### Arrestation
Camargo est arrêté par deux policiers à Quito le 26 février 1986, quelques minutes seulement après qu'il a assassiné une fillette de 9 ans nommée Elizabeth. Les policiers étaient alors en patrouille, et se sont approchés de lui à la hauteur de l'avenue de Los Granados, trouvant qu'il avait un comportement suspect. Ils sont surpris de constater qu'il transporte avec lui un sac contenant les vêtements tachés de sang de sa dernière victime, et une copie de Crime et Châtiment de Dostoïevski. Il est emmené en garde à vue, puis plus tard à Guayaquil pour identification. Lorsqu'il est arrêté, il donne un faux nom, Manuel Boulgarine Solis, mais est plus tard identifié par une de ses victimes de viol qui avait réussi à s'échapper.
Daniel Camargo avoue très calmement avoir tué 71 jeunes filles en Équateur depuis son évasion de la prison colombienne. Il conduit les autorités là où les corps démembrés de ses victimes n'ont pas encore été récupérés. Camargo ne montre aucun remords lorsqu'il décrit aux autorités équatoriennes les emplacements des corps et les crimes sadiques qu'il a commis. Pour justifier son choix des enfants pour cible, il explique qu'il les voulait vierges « parce qu'elles pleurent et qu'elles crient », ce qui apparemment lui donnait une plus grande satisfaction. Selon Camargo, il tue parce qu'il souhaite une revanche envers l'infidélité féminine, haïssant les femmes pour ne pas être ce qu'elles sont censées être.

## Interview
En juin 1986, Francisco Febres Cordero, un journaliste du quotidien Hoy, réussit à organiser une entrevue avec Camargo. La police bloque alors tous les accès à Camargo et ce dernier demande une rémunération élevée avant de se laisser interroger. Le journaliste fait donc semblant de faire partie d'un groupe de psychologues qui sont autorisés à accéder au prisonnier, lui permettant de poser des questions sans éveiller les soupçons de Camargo. Febres Cordero le décrit comme très intelligent : « Il avait réponse à tout et était capable de parler de Dieu et du Diable de façon analogue ». Lettré, il cite Hesse, Vargas Llosa, García Márquez, Guimarães Rosa, Nietzsche, Stendhal et Freud, toutes les connaissances qu'il a acquises à partir d'un cours de formation littéraire durant son temps en prison sur l'île de Gorgona.

## Sentence et décès
Camargo est condamné en 1989 à 16 ans de prison, la peine maximale possible en Équateur. Alors qu'il purge sa peine dans la prison Garcia Moreno de Quito, il prétend avoir été converti au christianisme. Dans ce pénitencier, il est emprisonné avec Pedro Alonso Lopez (« le Monstre des Andes »), qui est soupçonné d'avoir violé et tué plus de 300 filles en Colombie, en Équateur et au Pérou.
En novembre 1994, il est assassiné en prison par Giovan y Arcesio Noguera Jaramillo, membre de la famille d'une de ses victimes. Après l'avoir forcé à s'agenouiller, Noguera aurait dit "c'est l'heure de la vengeance", juste avant de le poignarder huit fois. Il lui aurait également coupé l'oreille, afin de la montrer aux gardes en déclarant qu'il avait vengé sa parente. Personne n'ayant réclamé le corps de Camargo, il est ensuite incinéré et enterré dans la fosse commune du cimetière El Batán de Quito.